# 大杂院

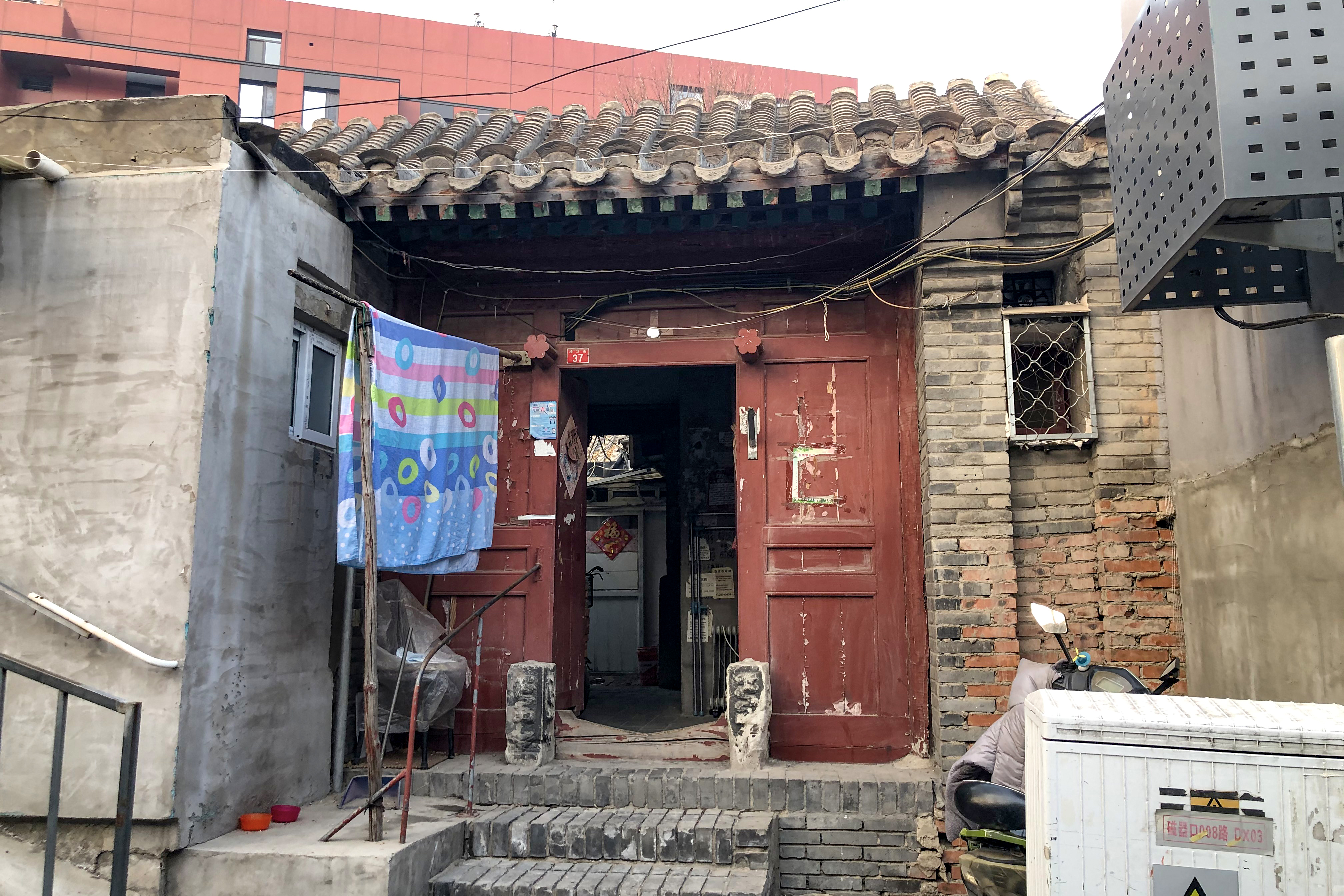
北京市东城区天坛街道清华街37号大杂院

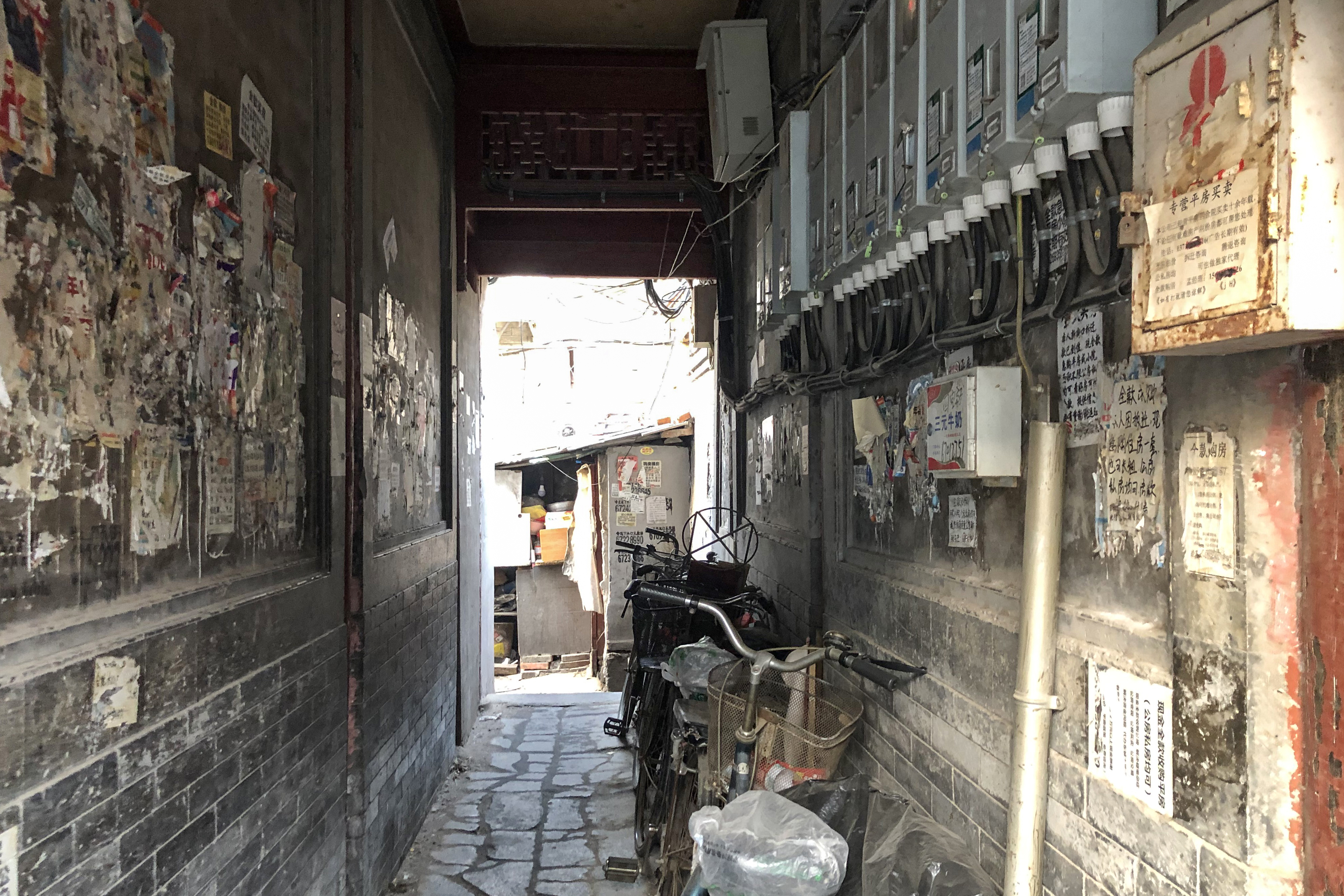
大杂院的门厅

大杂院是在四合院保护不力的情况下有意或无意形成的，通常是一个或几个住在四合院中的家庭迅速添丁加口后的产物，由于众多人口集中在相对较小的院落内以至私搭乱建严重，使其居住环境急剧恶化。故在1990年代中华人民共和国国务院的农村危房改造工程中，相当数量的大杂院被拆除，随之相应的四合院也逐渐淡出了人们的视野。